# Keglević

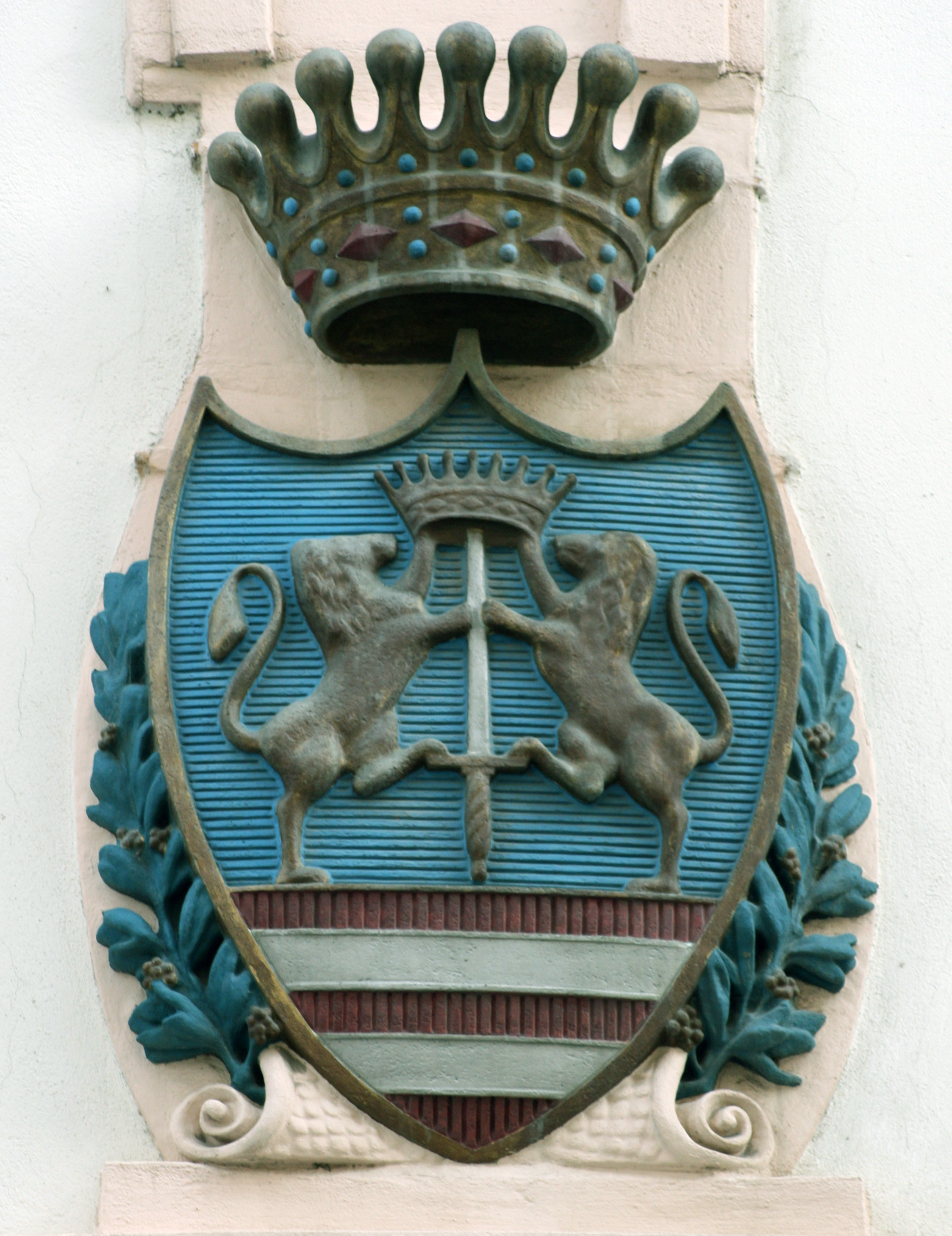
Keglević de Buzin. Escut d'armes des de 1494.

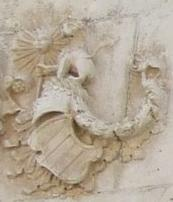
Keglević de Porychane. Escut d'armes fins a 1490.

La Casa de Keglević és una família nobiliària croata originària de Dalmàcia, els membres de la qual foren influents ciutadans i militars. Els Keglević foren mecenes d'artistes i patrons de diverses esglésies.
Els descendents del comte Kegel/Kegal/Xegal, fill de Pere de Percal, s'autoanomenaven Keglević. Pere, nascut al voltant de 1300 o 1301, va ser esmentat en un tribunal de l'abat d'un monestir a Hongria, com el fill del fill il·legítim de la reina Elisabet d'Anjou (esposa del rei Ladislau IV d'Hongria) i l'advocat del duc George Šubić. Després de la donació del castell i l'estat Buzin el 1494 pel rei Vladislau II de Bohèmia i Hongria, la família afegia "de Buzin" al seu nom.
Un fill de Romana, de Sero prop de Granja del Pairs a Catalunya, filla de Bonumir/Benesmiro de Siponto de Monte Sant' Angelo prop de Manfredonia l'avi de Percal/Perlat/Poclat comte de Šibenik i avantpassat de Pere de Percal, un generós regal donat en mans dels grans mestre templers Arnau de Torroja.